# Busscar Urbanuss Pluss
Urbanuss Pluss foi um modelo de carroceria urbana fabricado pela Busscar Ônibus entre 1999 e 2012 como uma evolução do modelo Urbanus SS, já fabricado desde 1997, o modelo veio para competir com o recém lançado Marcopolo Viale. O ônibus se caracteriza por sua versatilidade, podendo ser encontrado com motor dianteiro, traseiro e nas versões: articulado, biarticulado, elétrico híbrido, trólebus, LE (entrada baixa) e LF (piso baixo total).
Em 2002, foi lançado o Urbanuss Pluss Tour, uma versão com dois andares que pertence a muitas empresas de turismo pelo Brasil até hoje.
Em 2009 o Urbanuss Pluss foi reestilizado a fim de acompanhar a nova linha de ônibus da Busscar, mas apenas com piso baixo, depois surge o novo Pluss com motor dianteiro, porém apenas para exportação, a partir de 2010 surge para o mercado brasileiro. Sua produção foi cancelada em 2012 devido à falência da Busscar, porém ele ainda é encontrado em circulação dentro de muitas cidades brasileiras.
Era encarroçado em chassis Agrale MT 12.0, MT 12.0 LE, MT 15.0 SB; Mercedes-Benz OF-1417, OF-1418, OF-1721, OF-1722M; Volksbus 15.180 OD, 15.190 EOD, 16.210 CO, 17.210 OD, 17.230 EOD, 17.240 OT e 17.260 EOT; Scania K270, F94, L94; Volvo B58, B7R; Eletra Trólebus (Metra) e HVR Trólebus (Metra, Himalaia Transportes). Em Articulados foi encarroçado sobre: Mercedes-Benz O-500MA; Scania K310 (Versão Piso Normal, 6x2); Volvo B10M e B12M. O modelo chegou a ter versões a hidrogênio.

## Galeria de imagens

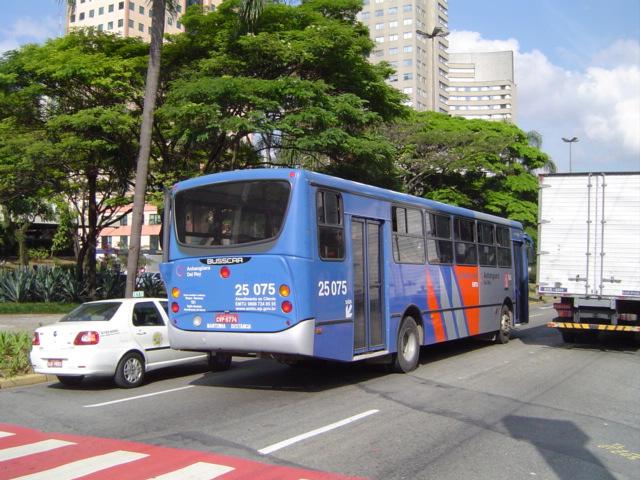
Cena do cotidiano aonde é visto um ônibus urbano em circulação. Alphaville, Barueri - SP.
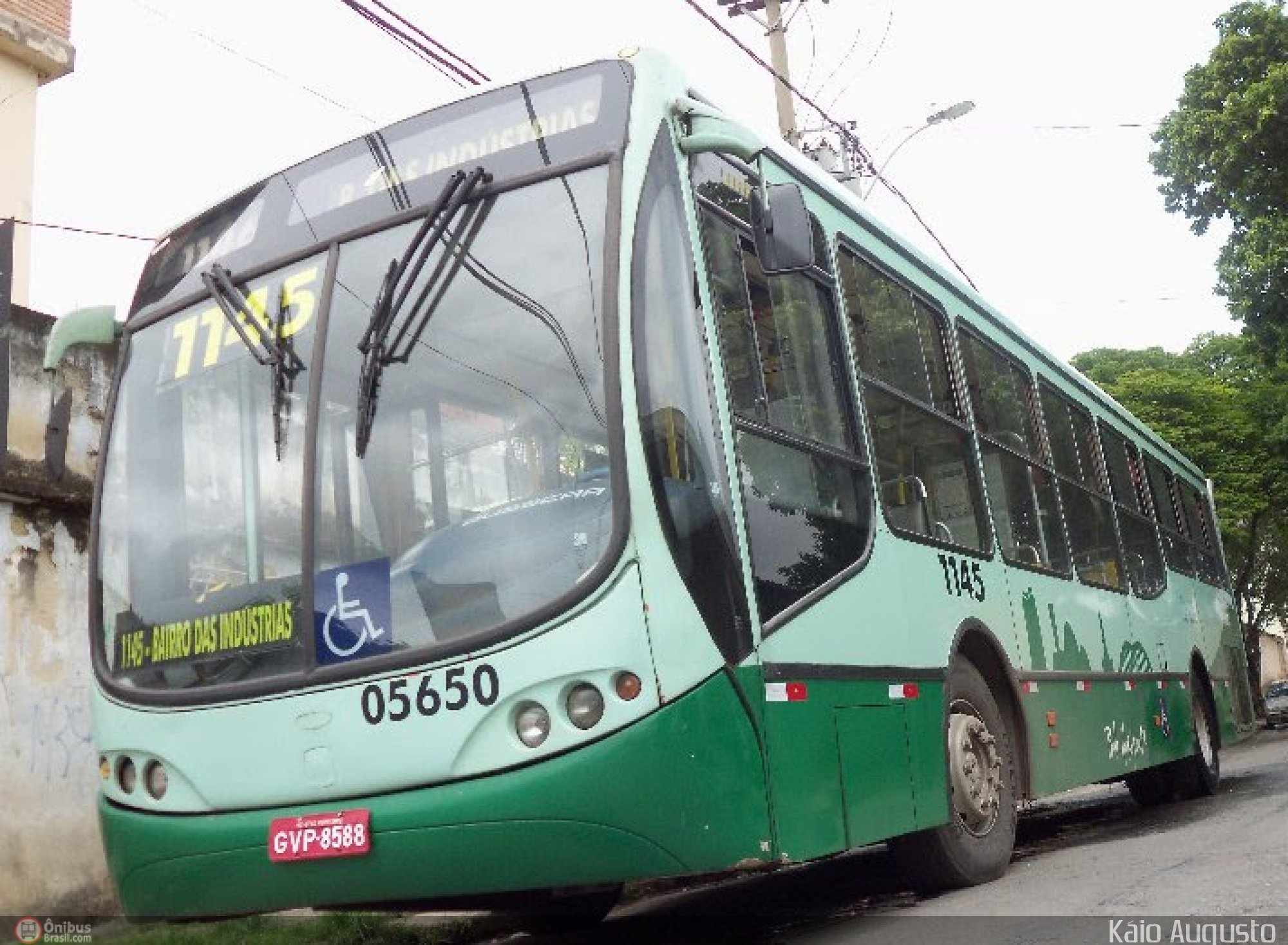
Busscar UrbanusS Pluss Low Entry Scania L94UB. Um dos 6 exemplares que existiam em Belo Horizonte.
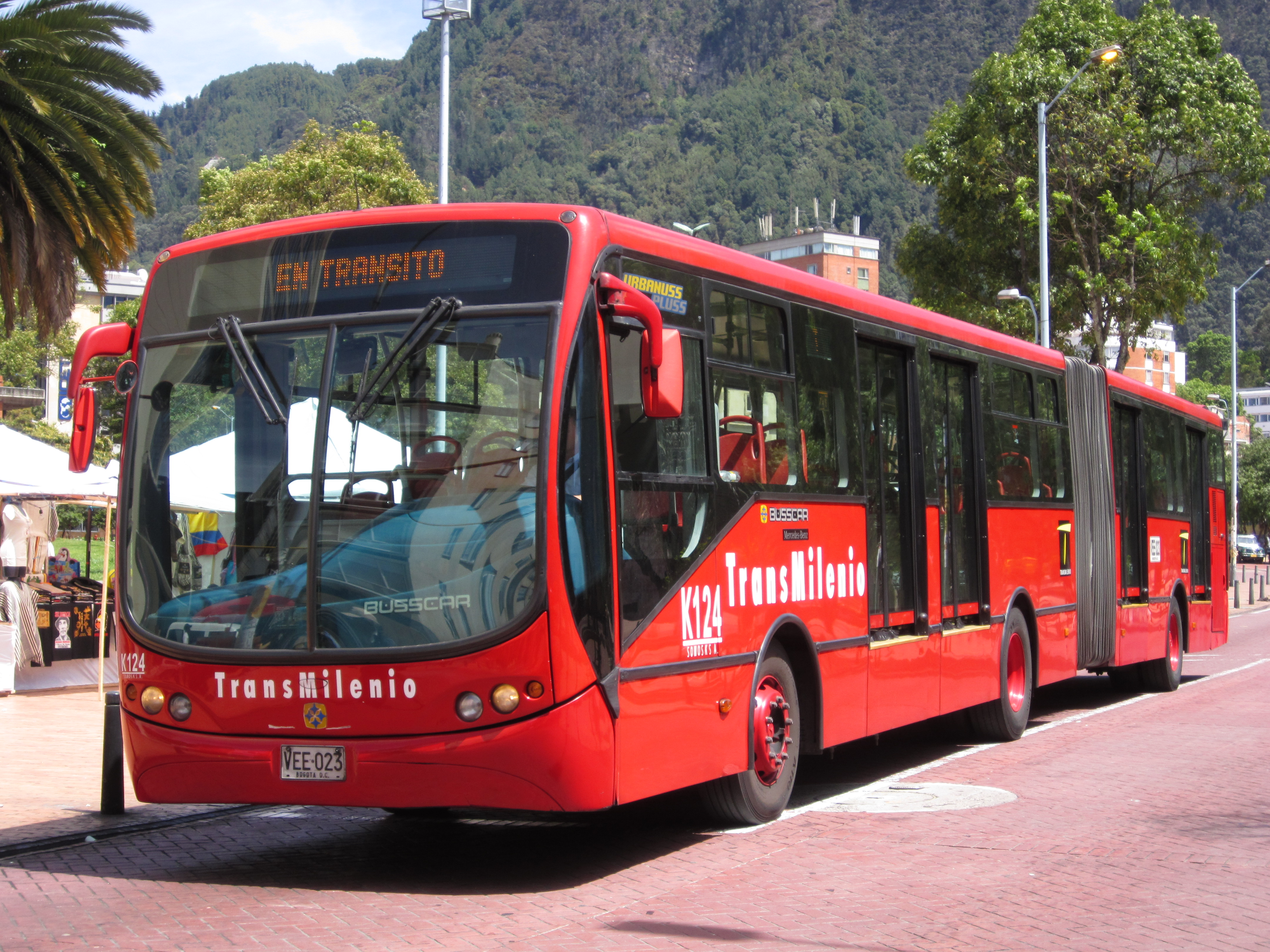
Modelo do ônibus articulado Busscar Urbanuss Pluss do Transmilenio em Bogotá, Colômbia.
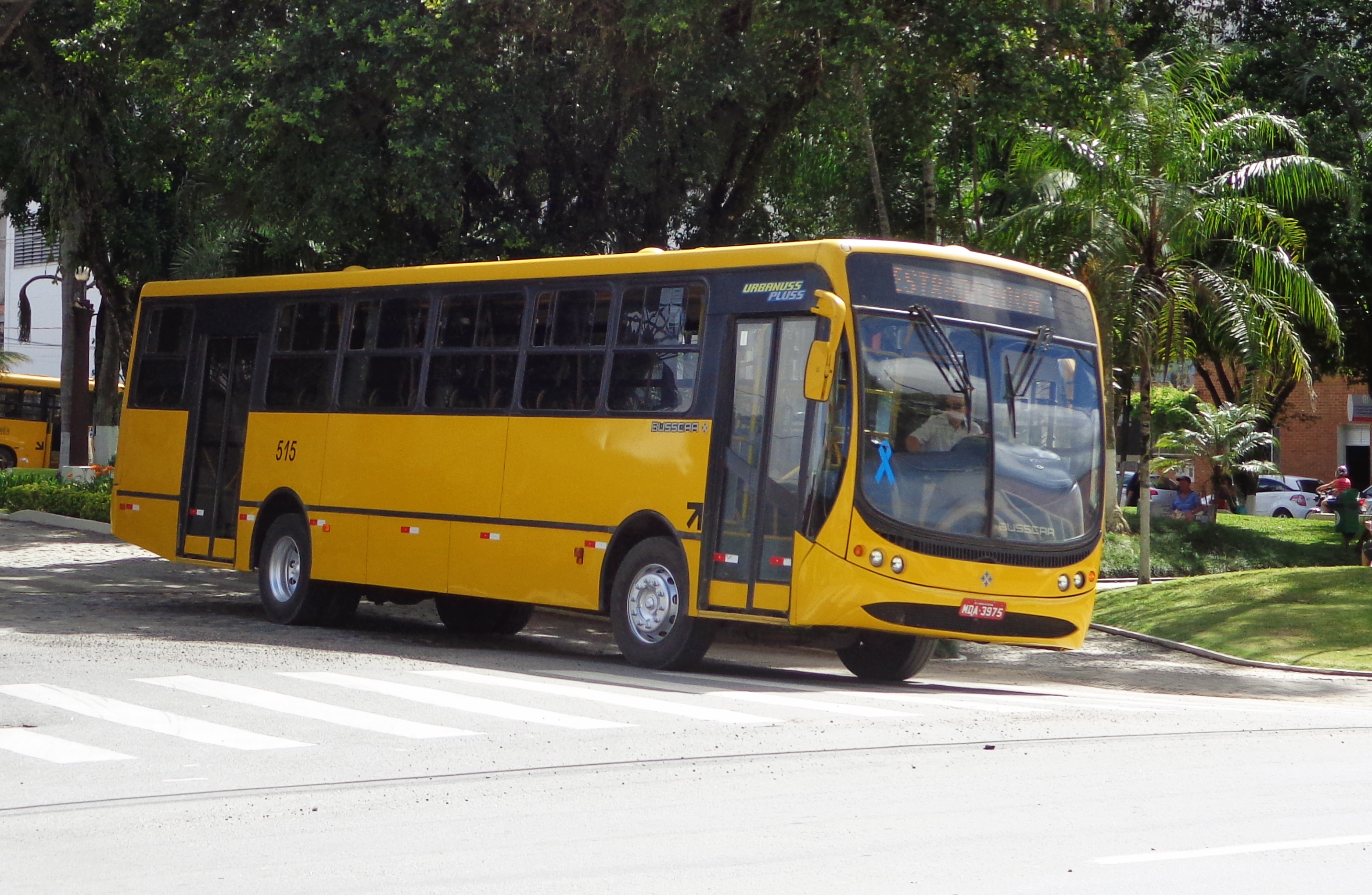
Busscar Urbanuss Pluss montado sobre chassi Volkswagen 17.210 EOD. Encontrado em Jaraguá do Sul/SC.